# Pesca di beneficenza

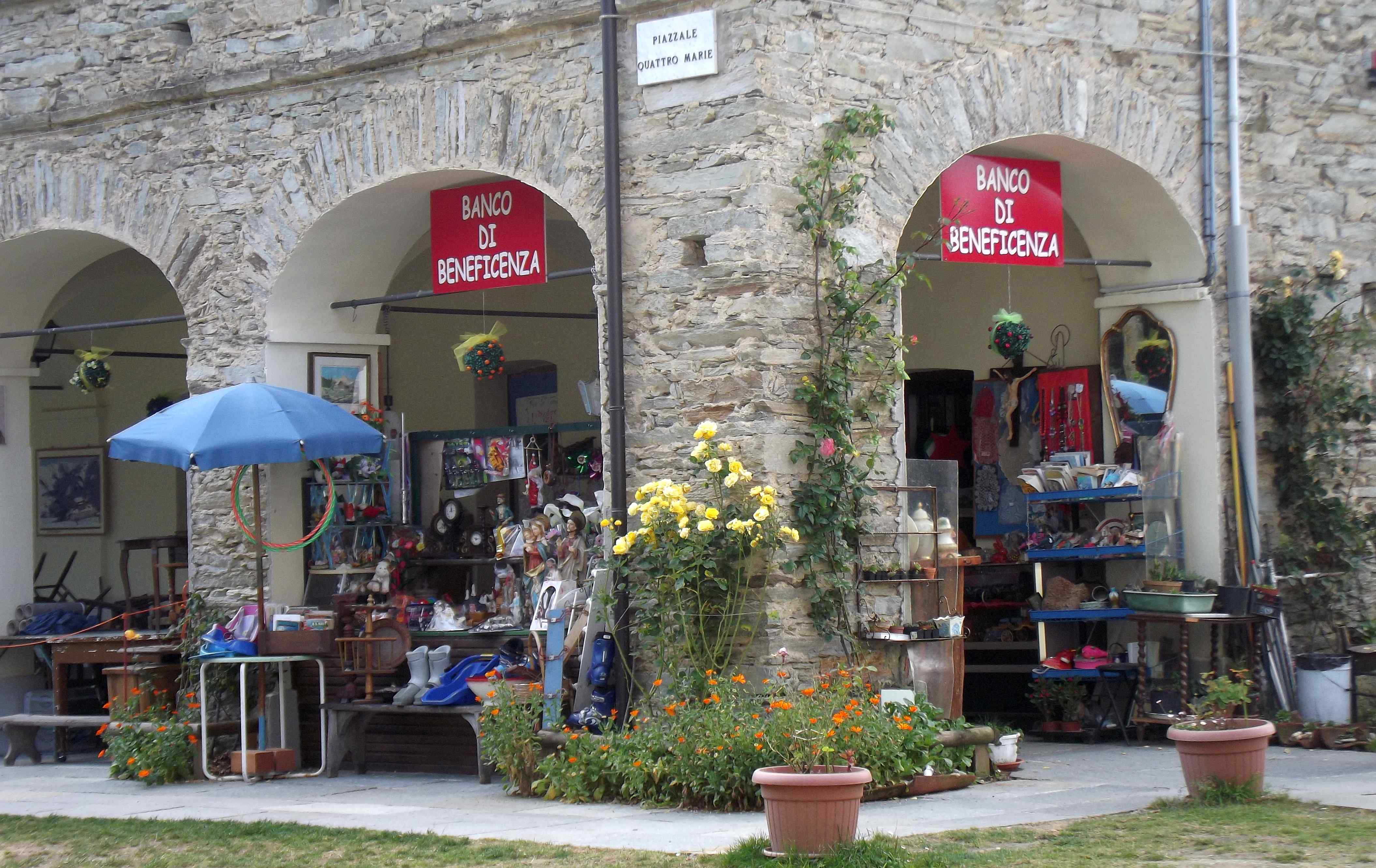
Pesca di beneficenza al santuario di Valmala (CN).

Solitamente con il nome di pesca di beneficenza si intende un'estrazione di una serie di premi numerati, che vengono messi in palio, solitamente a scopo benefico.
Tutti i premi in palio, solitamente di diversificato valore dal più economico ai più prezioso, hanno un prezzo fisso ed unico.
Le pesche di beneficenza solitamente hanno luogo nelle feste e nelle sagre di paese, oltre che per scopo benefico anche per poter ripagare (almeno in parte) i costi della festa.
Le pesche di beneficenza sono regolamentate dall'articolo 14, comma 2, lettera a, del D.P.R. 430 del 26 ottobre 2001.